# Ceraeochrysa castilloi
Ceraeochrysa castilloi är en insektsart som först beskrevs av Navás 1913.  Ceraeochrysa castilloi ingår i släktet Ceraeochrysa och familjen guldögonsländor. Inga underarter finns listade i Catalogue of Life.